# Trevor Bauer
Trevor Andrew Bauer (sinh ngày 17 tháng 1 năm 1991) là một cầu thủ bóng chày chuyên nghiệp người Mỹ hiện đang thi đấu cho CLB Yokohama DeNA BayStars thuộc chi giải Central League của  Nippon Professional Baseball (NPB). Trước đây anh từng chơi tại Giải bóng chày nhà nghề Mỹ (MLB) cho các CLB Arizona Diamondbacks, Cleveland Indians, Cincinnati Reds và Los Angeles Dodgers .
Sau khi đảm nhiệm vị trí ném bóng trong ba năm học tại Trường trung học William S. Hart, Bauer tốt nghiệp sớm một năm và theo học tại Đại học California, Los Angeles (UCLA). Anh, bất chấp các hiềm khích cá nhân, đã cùng Gerrit Cole dẫn dắt UCLA Bruins giành được chuỗi 22 trận thắng và góp mặt tại College World Series khi còn là sinh viên năm hai vào năm 2010, trước khi để thua Đại học Nam Carolina trong chung kết CWS. Năm sau, Bauer giành được cả giải Golden Spikes và giải National Pitcher of the Year . CLB Diamondbacks đã chiêu mộ anh ở ở lượt chọn thứ ba tại kì tuyển chọn MLB năm 2011. Bauer ra mắt đội một vào tháng 6 năm sau đó, trở thành thành viên đầu tiên trong kì tuyển chọn năm 2011 ra mắt tại MLB.
Bauer đã có những mâu thuẫn với các đồng đội ở Diamondbacks trong mùa giải 2012. Vào tháng 12 năm 2012, anh chuyển tới Cleveland Indians. Bauer đã dành hai mùa giải đầu tiên ở đó để điều chỉnh lại kĩ thuật ném bóng và cách thức tiếp cận trận đấu năm 2012. Đến năm 2016, anh giành được suất thi đấu thường xuyên trong đội hình ném bóng chủ công của Indians, nhưng ngay sau lần đầu tiên xuất hiện trong Trận đấu toàn sao MLB năm 2018, Bauer bị gãy xương và không thể đóng góp cho Indians cho đến cuối mùa giải. Bauer đã gặp khó khăn trong mùa giải 2019, với cả Cleveland và sau đó là Cincinnati Reds, do nhiều vấn đề về thể trạng. Nhưng anh đã có sự bùng nổ trong mùa giải MLB 2020 rút ngắn bằng việc trở thành cầu thủ đầu tiên trong lịch sử CLB Reds giành giải thưởng Cy Young, cũng như đạt thông số thi đấu tốt nhất trong sự nghiệp.
Sau mùa giải 2020, Bauer trở thành cầu thủ tự do và ký hợp đồng đầu quân cho Dodgers vào tháng 2 năm 2021. Anh ấy dẫn đầu giải đấu về cả số lần strikeout và số hiệp ném trước ngày 2 tháng 7. Nhưng sau đó Bauer bị đình chỉ thi đấu trong phần còn lại của mùa giải, theo lệnh của MLB để phục vụ cuộc điều tra các cáo buộc tấn công tình dục kéo dài tới hết mùa giải tiếp theo. Vào ngày 29 tháng 4 năm 2022, giải đấu thông báo rằng Bauer bị cấm thi đấu 324 trận đấu do kết quả cuộc điều tra, sau đó giảm xuống còn 194 trận sau khi anh kháng cáo. Dodgers đã thanh lý hợp đồng với Bauer vào ngày 12 tháng 1 năm 2023, thay vì đưa anh trở lại đội hình thi đấu.
Sau đó, Bauer ký hợp đồng với Yokohama DeNA BayStars thuộc Nippon Professional Baseball (NPB). Trong mùa giải 2023, anh được bầu chọn tham dự loạt trận All-Star, và kết thúc mùa giải với thành tích ném 10 thắng - 4 bại và ERA 2,76. Sau một mùa giải ở Nhật Bản, Bauer ký hợp đồng với Diablos Rojos del México của Giải bóng chày VĐQG Mexico (LMB), và giúp đội giành chức vô địch năm 2024. Anh đã giành được giải Cầu thủ ném bóng của năm cũng giành được giải Cầu thủ ném bóng của năm. 
Bauer tái ký hợp đồng đầu quân cho BayStars trước thềm mùa giải 2025.

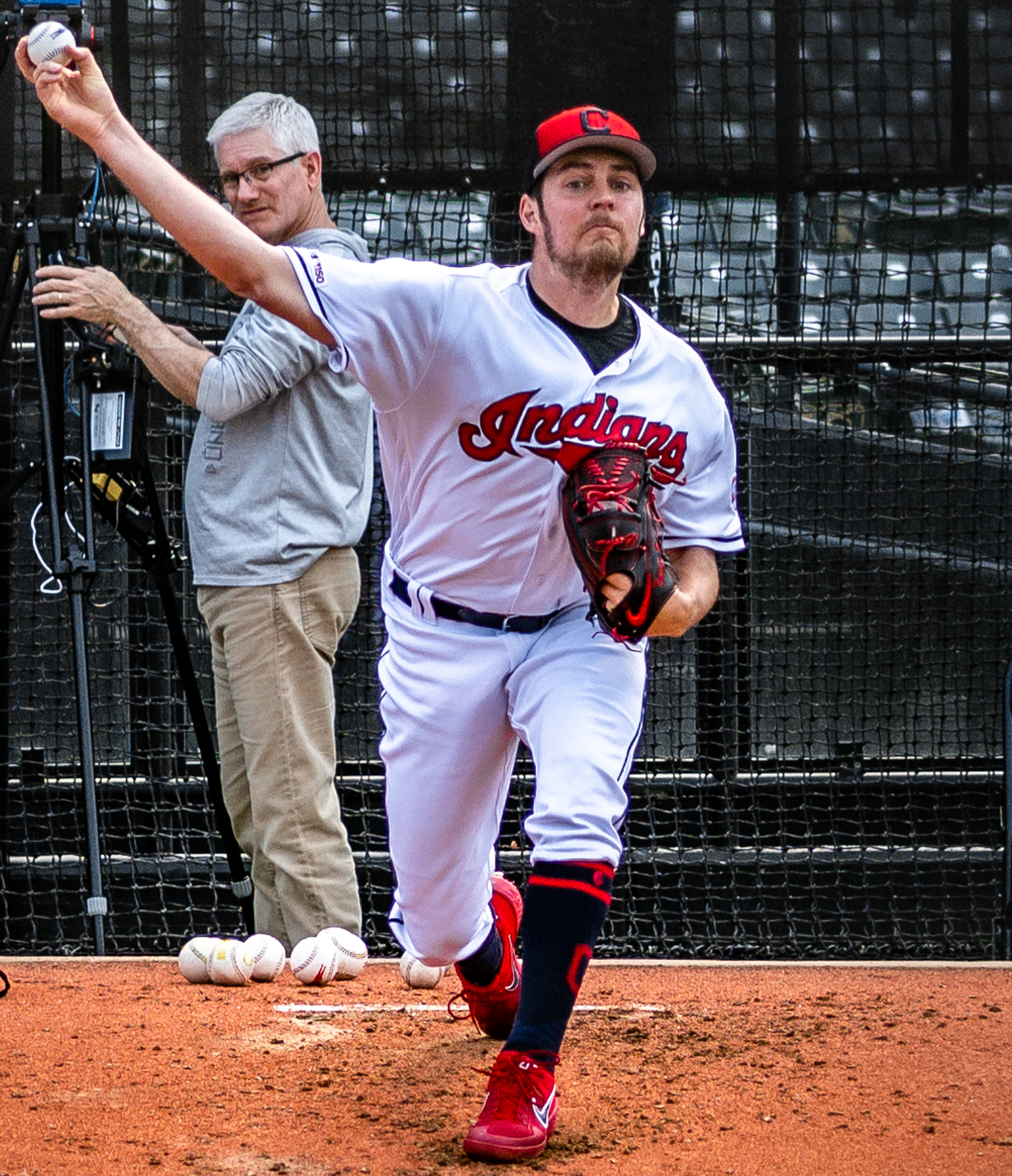
Bauer trong màu áo Indians năm 2019

## Sự nghiệp thi đấu quốc tế
Sau năm thứ nhất tại UCLA, Bauer đã chơi cho Đội tuyển bóng chày quốc gia Hoa Kỳ . Mùa hè năm đó, anh ấy có thành tích 1 thắng – 1 thua với tỉ lệ mất điểm (ERA) 4,67 trong năm trận đấu, ba trong số đó trong vai ném chủ công và loại tổng cộng 24 strike-out trong 17+1⁄3 hiệp đấu. 
Tháng 10 năm 2024, Bauer thi đấu cùng đội tuyển quốc gia Thụy Sĩ trong một trận giao hữu với Cộng hòa Séc. Thụy Sĩ thua trận với tỷ số 12–0. 

## Bộ kĩ năng ném bóng
Bauer luôn cố gắng có một bộ kĩ năng ném phong phú nhất có thể. Với tư cách là một tài năng trẻ vào năm 2012, anh ấy đã nói với các phóng viên, "Càng có nhiều cú ném có tốc độ khác nhau và di chuyển khác nhau, thì các tay đánh bóng sẽ càng lúng túng."  Bauer ước tính rằng anh ấy đã ném 19 cú ném khác nhau, bao gồm cả những cú do chính anh ấy phát minh ra: ví dụ, "cú slider ngược", một biến thể của cú screwball, và "cú bird", một dạng cú bóng nhanh chẻ ngón (splitter) trong đó ngón giữa được giơ lên, gần giống với cử chỉ ngón tay thối .  Nhìn chung, anh ấy được ghi nhận sử dụng kiểu ném bóng nhanh bốn viền (4 seam fastball) (tốc độ tối đa 99 mph  ), một kiểu bóng nhanh hai viền (2 seam fastball), một kiểu bóng trượt (slider), một đường bóng cong, một kiểu ném splitter và một kiểu bóng cắt nhanh (cutter).   Kho tàng kiểu ném phong phú này được thiết kế để làm rối trí cầu thủ đánh bóng, nhưng cũng đòi hỏi khả năng học hỏi rất nhanh giữa Bauer và người bắt bóng cho anh ta.  Ngoài ra, Bauer còn thu hút sự chú ý nhờ sức bền của mình trên ụ ném: vào đầu mùa giải 2021, tốc độ ném bóng nhanh của anh đạt trung bình 93,8 mph (151,0 km/h), và đặc biệt đạt những cú ném nhanh nhất khi càng về cuối trận.  Anh cho rằng một phần khả năng duy trì hiệu suất ném bóng về cuối trận của mình là nhờ cách tiếp cận "thông ống" khi ném, bao gồm việc điều chỉnh mọi kiểu ném ở cùng quĩ đạo khi bóng mới rời tay trước khi ngoặt đi các hướng khác nhau. Kỹ thuật này nhằm đánh lừa cầu thủ đánh bóng, vì mọi cú đánh đều trông giống nhau ngay từ đầu, và có rất ít khả năng phản ứng tốt khi bóng ngoặt ở pha cuối. 
Ngay từ mùa giải đầu tiên của Bauer tại Arizona, giới truyền thông đã chú ý đến quy trình khởi động độc đáo của Bauer, bao gồm việc khởi động ném xa từ giữa hai cột biên sân với khoảng cách trung bình khoảng 467 foot (142 m) .  Anh ấy bắt đầu tích hợp việc ném xa vào quy trình khởi động của mình khi còn là một thiếu niên tham dự khóa đào tạo bóng chày của Alan Jaeger ở miền Nam California.  Ngoài quy trình luyện tập trước khi thi đấu trên, Bauer còn sử dụng máy quay Edgertronic tốc độ cao để ghi hình cả bản thân và các cầu thủ có kỹ thuật mà anh muốn học tập. Việc xem lại tư liệu quay cho phép Bauer điều chỉnh các kiểu ném slider và bóng nhanh hai viền của mình và có được kết quả như mong muốn.  Kiểu ném overhand (vung tay ném từ trên xuống) của Bauer  đã được truyền thông so sánh với cựu cầu thủ ném bóng của San Francisco Giants, Tim Lincecum, và anh cũng đã thừa nhận đã mô phỏng động tác của mình theo cách ném của Lincecum. 

### Tranh cãi về việc chỉnh sửa bóng thi đấu
Bauer là một trong số nhiều cầu thủ MLB phải chịu sự chỉ trích gay gắt về việc chỉnh sửa bóng thi đấu, liên quan đến việc sử dụng chất pha nhựa có khả năng tăng cường độ bám dính để cải thiện tốc độ xoáy của cú ném. Vào tháng 2 năm 2020, Bauer đã góp phần công khai vụ việc khi tham gia trò chuyện trên chương trình Real Sports with Bryant Gumbel của đài HBO về việc sử dụng nhựa thông và các chất khác, ước tính rằng "70 phần trăm các tay ném tại giải đấu sử dụng một số loại chất được coi là trái phép trên bóng thi đấu."  MLB bắt đầu điều tra việc sử dụng các chất như vậy trong mùa giải 2021 và tờ The Athletic đã đưa tin vào đầu tháng 4 rằng một số quả bóng thi đấu của Bauer đã được lấy ra để kiểm tra sau khi các nguồn tin cho biết rằng những quả bóng này cảm thấy dính khi sờ vào, cùng các vết hằn có thể thấy bằng mắt thường.  Người ta đã rộ lên đồn đoán rằng Bauer đã sử dụng các chất tăng độ bám sau khi tốc độ quay cú bóng nhanh của anh ấy giảm hơn 200 vòng/phút sau thông báo từ MLB rằng giải đấu sẽ bắt đầu thực thi việc kiểm soát hành vi việc chỉnh sửa bóng thi đấu.  Bất chấp suy đoán này, không có bằng chứng chắc chắn nào xác nhận việc Bauer đã sử dụng các chất tăng độ bám. 

## Cuộc sống cá nhân

### Các dự án kinh doanh
Bên cạnh sự nghiệp thi đấu, Bauer còn quan tâm đến việc tiếp thị môn bóng chày, đặc biệt là để đối phó cới những gì anh cho là tiêu cực từ các bình luận viên truyền hình.  Năm 2019, anh thành lập một công ty sản xuất video có tên là Momentum Films, với mục đích giới thiệu những câu chuyện về các cầu thủ bóng chày chuyên nghiệp cũng như tính cách ngoài sân cỏ của họ.  Momentum cũng là một nhóm YouTube của Bauer có sự tham gia của những người sáng tạo nội dung như cựu cầu thủ hạng dưới của San Francisco Giants Eric Sim, Kevin Chan, Cole Acheronti, Tosh Semlacher và chính anh trong các video, cùng với người đại diện Rachel Luba ở hậu trường.   Ngoài Momentum, vốn có quan hệ đối tác về nội dung với FOX Sports, Bauer còn ghi lại các blog video trên YouTube về bóng chày và điều hành một podcast có tên là Bauer Bytes. 

### Hoạt động từ thiện
Sau khi nhận được mức lương cao hơn dự kiến trong phiên trọng tài hợp đồng năm 2018, Bauer đã phát động chiến dịch từ thiện mang tên "69 ngày trao đi", trong đó anh hứa sẽ quyên góp số tiền chính xác là 420,69 đô la Mỹ cho 68 tổ chức từ thiện do người hâm mộ của anh lựa chọn. Tổ chức từ thiện cuối cùng do Bauer quyết định sẽ nhận được khoản quyên góp là 69.420,69 đô la Mỹ.  Chiến dịch kết thúc vào ngày 5 tháng 6 năm 2018, với việc Trường trung học Max S. Hayes ở Cleveland, Ohio nhận được khoản quyên góp cao nhất.  Bauer chọn số tiền quyên góp dựa trên hàm ý xung quanh con số 420, thường liên quan đến văn hóa cần sa, và 69, một tư thế quan hệ tình dục bằng miệng . Anh tin rằng việc sử dụng một chiến dịch marketing sử dụng các ẩn dụ về tình dục và ma túy sẽ giúp tiếp thị các khoản đóng góp từ thiện. 

### Cáo buộc tấn công tình dục
Vào tháng 6 năm 2021, Bauer đã bị đình chỉ thi đấu và bị Sở Cảnh sát Pasadena điều tra vì cáo buộc tấn công một phụ nữ tại San Diego đầu năm đó.  Để đáp lại những cáo buộc, Dodgers đã gỡ bỏ hàng lưu niệm của Bauer khỏi cửa hàng của đội.  Anh ta bị MLB và cảnh sát điều tra trong suốt mùa giải 2021  nhưng Văn phòng Biện lý Hạt Los Angeles đã chọn không đệ đơn cáo buộc hình sự, với lý do thiếu bằng chứng.  Bauer đã kiện người phụ nữ này tội phỉ báng, và cô này đệ đơn phản tố cáo buộc bị hành hung tình dục. Cả hai vụ kiện đều được giải quyết vào năm 2023 mà không bên nào thừa nhận hành vi và không có khoản giao dịch nào liên quan. Bauer đã phát hành một đoạn video vào tháng 10 nói rằng anh ấy "rất vui khi được tiếp tục cuộc sống của mình" , và đã đệ đơn kiện mới chống lại người phụ nữ San Diego với lý do vi phạm thỏa thuận vào tháng 10 năm 2024.  
Trong khi Bauer đang bị điều tra vào năm 2021, The Washington Post đã phát hiện ra hồ sơ tòa án cho thấy một người phụ nữ khác từ Ohio đã xin cấp lệnh bảo vệ tạm thời khỏi anh vào tháng 6 năm 2020.  Một người phụ nữ thứ ba cũng cáo buộc Bauer về tội tấn công tình dục vào năm 2022 và 2023.  Bauer phủ nhận tất cả những cáo buộc này.  Tháng 3 năm 2022, Bauer đã đệ đơn kiện các tờ báo Deadspin, The Athletic, biên tập viên Deadspin Chris Baud và cựu phóng viên Athletic Molly Knight vì hành vi phỉ báng.  Một thẩm phán liên bang ở New York đã bác bỏ các vụ kiện chống lại Deadspin và Baud vào tháng 3 năm 2023,  và Bauer đã hủy bỏ vụ kiện chống lại The Athletic ba tháng sau đó. 
Vào tháng 3 năm 2024, người phụ nữ thứ tư, người đã cáo buộc Bauer tấn công tình dục và khiến cô mang thai, đã bị buộc tội lừa đảo anh ta. Bauer đã trả cho cô 10.000 đô la cho "chi phí y tế, vitamin trước khi sinh và dịch vụ xe hơi" liên quan đến một thai kỳ mà Bauer khẳng định là chưa bao giờ xảy ra. 